# 東江太輝
東江 太輝（あがりえ たいき、1989年6月22日 - ）は、沖縄県浦添市出身のハンドボール選手。日本ハンドボールリーグの琉球コラソン所属。
実弟も同じくハンドボール選手の東江雄斗。

## 経歴
日本体育大学時代の2008年には第11回男子ジュニアアジア選手権の日本代表U-21に選出された。
2012年2月に日本ハンドボールリーグの湧永製薬へ加入。
2014年6月にドイツ・ブンデスリーガのTHWキールのセカンドチームへ移籍。
2015年にドイツ3部のSVアンハルト・ベルンブルクへ移籍。
2016-17年シーズンから湧永製薬へ復帰。
2018-19年シーズン限りで湧永製薬を退団。
2019年4月に琉球コラソンへ移籍。背番号は「34」。

## 詳細情報

### 年度別成績
| 年       | チーム   | 試合 | フィールド 得点 | 率   | 7m    | 合計    | 警告 | 退場 | 失格 |
| -------- | -------- | ---- | --------------- | ---- | ----- | ------- | ---- | ---- | ---- |
| 2011-12  | 湧永製薬 | 0    | -               | -    | -     | -       | -    | -    | -    |
| 2012-13  | 湧永製薬 | 16   | 16/32           | .500 | 14/20 | 30/52   | 0    | 1    | 0    |
| 2013-14  | 湧永製薬 | 16   | 16/27           | .593 | 4/6   | 20/33   | 3    | 2    | 0    |
| 2016-17  | 湧永製薬 | 15   | 23/65           | .354 | 15/20 | 38/85   | 3    | 2    | 0    |
| 2017-18  | 湧永製薬 | 24   | 46/107          | .430 | 9/14  | 55/121  | 2    | 7    | 0    |
| 2018-19  | 湧永製薬 | 22   | 51/116          | .440 | 4/7   | 55/123  | 2    | 5    | 0    |
| JHL：6年 | JHL：6年 | 93   | 152/347         | .438 | 46/67 | 198/414 | 10   | 17   | 0    |

- 各年度の太字はリーグ最高

### 背番号
- 7 (2012年 - 2014年、2016年 - 2019年)
- 34 (2019年 - )

## 代表歴

### 日本代表U-21
- ジュニアアジア選手権 (2008年)

### 日本代表U-19
- アジアユース選手権 (2006年)